# Nidi den Hertog
Nidi den Hertog (Utrecht, 28 maart 1951) is een Nederlands voormalig wielrenner die beroeps was tussen 1974 en 1980. Hij was een broer van Fedor den Hertog, met wie hij een tijdlang samen voor de Frisol-ploeg reed. In 1974 werd hij derde op het Nederlands kampioenschap wielrennen.

## Belangrijkste overwinningen
geen

## Resultaten in voornaamste wedstrijden
| Jaar | Ronde van Italië | Ronde van Frankrijk | Ronde van Spanje |
| ---- | ---------------- | ------------------- | ---------------- |
| 1975 | opgave           |                     |                  |
| 1976 |                  |                     |                  |
| 1978 |                  |                     | opgave           |

| Jaar | Amstel Gold Race |
| ---- | ---------------- |
| 1975 | 17e              |
| 1976 | 36e              |
| 1978 |                  |

Alaimo ·
Allan ·
Becker · 
Beurskens ·
Blok · 
De Bisschop ·
Duijndam ·
F. den Hertog ·
N. den Hertog ·
Hulzebosch ·
Kamper ·
van Katwijk ·
van der Meijden ·
Ottenbros ·
Poppe ·
Priem ·
H. Prinsen ·
W. Prinsen ·
Schoeters ·
Segers ·
Smit ·
van Tol ·
de Vlam ·
Westrus
David Allan ·
Donald Allan ·
De Bisschop ·
De Cauwer ·
van Dongen ·
F. den Hertog ·
N. den Hertog ·
Hulzebosch ·
Kamper ·
van Katwijk ·
Koken ·
Kuiper  ·
Martins ·
Mendes ·
Ottenbros ·
Poppe ·
Priem ·
Prinsen ·
Reybrouck ·
Smit ·

Van Braeckel ·
Van Neste
David Allan ·
Donald Allan ·
Blok ·
Gilson ·
van Helvoirt ·
F. den Hertog ·
N. den Hertog ·
Kamper ·
Kruunenburg ·
Lannoo ·
Priem ·
Prinsen ·
Rompelberg ·
Smit ·
Steels ·
Tabak ·
Van Neste ·
Vandersnickt · 
Wildeboer